# Goldthwaite
Goldthwaite è un centro abitato degli Stati Uniti d'America situato nella contea di Mills (di cui è capoluogo) dello Stato del Texas.
La popolazione era di 1.878 persone al censimento del 2010.

## Geografia fisica

### Territorio
Goldthwaite è situata a 31°27′02″N 98°34′16″W (31.450478, -98.571095).
Secondo lo United States Census Bureau, ha un'area totale di 1,7 miglia quadrate (4,4 km²).
Le città vicine a Goldthwaite includono Brownwood, Hamilton, Comanche, e San Saba.

### Clima
Il clima in questa zona è caratterizzato da estati calde ed umide e da inverni lievemente freddi. Secondo il sistema di classificazione dei climi di Köppen, Goldthwaite ha un clima subtropicale umido.

## Società

### Evoluzione demografica
Secondo il censimento del 2000, c'erano 1.802 persone, 740 nuclei familiari e 466 famiglie residenti nella città. La densità di popolazione era di 1.047,4 per miglio quadrato (404,5/km²). C'erano 883 unità abitative a una densità media di 513,2 per miglio quadrato (198,2/km²). La composizione etnica della città era formata dall'87,01% di bianchi, lo 0,39% di afroamericani, lo 0,06% di nativi americani, lo 0,17% di asiatici, lo 0,11% di isolani del Pacifico, il 10,82% di altre razze, e l'1,44% di due o più etnie. Ispanici o latinos di qualunque razza erano il 18,42% della popolazione.
C'erano 740 nuclei familiari dei quali il 29,1% aveva figli di età inferiore ai 18 anni, il 48,8% aveva coppie sposate conviventi, l'11,6% aveva un capofamiglia femmina senza marito, e il 37,0% erano non-famiglie. Il 35,3% di tutti i nuclei familiari erano individuali e il 23,4% aveva componenti con un'età di 65 anni o più che vivevano da soli. Il numero di componenti medio di un nucleo familiare era di 2,23 e quello di una famiglia era di 2,87.
C'erano il 24,6% di persone sotto i 18 anni, il 4,9% di persone dai 18 ai 24 anni, il 21,4% di persone dai 25 ai 44 anni, il 20,5% di persone dai 45 ai 64 anni, e il 28,5% di persone di 65 anni o più. L'età media era di 44 anni. Per ogni 100 femmine c'erano 81,5 maschi. Per ogni 100 femmine dai 18 anni in giù, c'erano 76,1 maschi.
Il reddito medio per nucleo familiare era di 26.731 dollari, e il reddito medio per famiglia era di 34.940 dollari. I maschi avevano un reddito medio di 25.577 dollari contro i 19.602 dollari delle femmine. Il reddito pro capite era di 14.591 dollari. Circa il 12,5% delle famiglie e il 18,7% della popolazione erano sotto la soglia di povertà, incluso il 21,8% di persone sotto i 18 anni e il 22,2% di persone di 65 anni o più.

## Cultura

### Istruzione
Goldthwaite è servita dal Goldthwaite Independent School District. Goldthwaite Elementary School è situata al 1501 di Campbell. Goldthwaite Middle School è situata al 1507 di Trent Street. Goldthwaite High School è situata al 1509 di Hannah Valley Road. New Horizons Ranch School sulla Farm-to-Market Road 574.